# Hans von Eynern
Hans von Eynern (* 10. April 1874 in Barmen (heute Stadtteil von Wuppertal); † 15. Juni 1957 in Schwaz, Tirol) war ein deutscher Jurist und Politiker (DVP).

## Leben und Beruf
Hans von Eynern wurde als Sohn des Kaufmanns und Politikers Ernst von Eynern (1838–1906) geboren. Nach dem Abitur am Gymnasium in Barmen nahm er 1893 ein Studium der Rechtswissenschaft an den Universitäten in Lausanne, Heidelberg und Berlin auf, das er 1897 mit dem Ersten Juristischen Staatsexamen beendete. Anschließend trat er als Gerichtsreferendar in den preußischen Staatsdienst ein. Er war seit 1900 als Regierungsreferendar in Düsseldorf tätig, wechselte nach dem Zweiten Juristischen Staatsexamen 1903 als Regierungsassessor ins Preußische Ministerium der geistlichen und Unterrichtsangelegenheiten und wurde dort 1906 Hilfsarbeiter.
Eynern war seit 1914 als Hilfsarbeiter im preußischen Innenministerium tätig und erhielt im gleichen Jahr die Charakterisierung als Geheimer Regierungsrat. Von 1914 bis 1916 nahm er am Ersten Weltkrieg teil. Im Anschluss war er als Vortragender Rat Leiter einer Abteilung im Kriegsernährungsamt. 1918 erhielt er die Ernennung zum Geheimen Oberregierungsrat. Nach der Novemberrevolution bat er 1919 aus politischen Gründen um seine Versetzung in den Ruhestand, der jedoch nicht stattgegeben wurde. Konträr dazu wurde er im Juni 1919 zum Oberverwaltungsgerichtsrat ernannt. Ein Jahr später bat er erneut aus politischen Gründen und Interessenkonflikten um eine Versetzung in den Ruhestand, der nunmehr nachgekommen wurde.
Nach der „Machtübernahme“ der Nationalsozialisten trat Eynern erneut in den Staatsdienst ein, war bei der preußischen Provinzialverwaltung tätig und wurde 1933 Verwaltungsgerichtsdirektor in Aachen. Von 1939 bis zu seiner endgültigen Pensionierung 1939 arbeitete er als Regierungsdirektor beim Aachener Regierungspräsidenten Franz Vogelsang.

## Abgeordneter
Eynern war in den 1920er-Jahren Stadtverordneter in Berlin. 1921 wurde er in den Preußischen Landtag gewählt, dem er bis 1931 angehörte. Hier war er zeitweise Vorsitzender der DVP-Fraktion. Er vertrat im Parlament den Wahlkreis 10 (Magdeburg).

## Öffentliche Ämter
Eynern amtierte 1909/10 zunächst kommissarisch und danach bis 1914 als Landrat des Kreises Essen.

## Sonstiges
Er war seit 1894 Mitglied des Corps Guestphalia Heidelberg. sowie ab 1936 im Club Aachener Casino.